# لاسلو ینی
لاسلو ینی (انگلیسی: László Jeney; ۳۰ مهٔ ۱۹۲۳ – ۲۴ آوریل ۲۰۰۶) بازیکن واترپلو اهل مجارستان بود.